# Королёв, Василий Георгиевич
Василий Георгиевич Королёв (22.02.1905 — 02.07.1976) — советский военачальник, участник Польского похода (сентябрь - октябрь 1939), Великой Отечественной войны, генерал-майор танковых войск (1944).

## Биография
Василий Королев родился 22 февраля 1905 года в деревне Бакланово, Подольского уезда, Московской губернии (ныне Троицкого административного округа, Москва) в рабочей семье. Русский.
Окончил 7 классов экстерном.
Член ВКП(б) с 1929 года.
Образование. Окончил Московскую нормальную пехотную школу (1930). Московские КУКС мехвойск им. Коминтерна (1933). Основной курс Высшей военной академии им. Ворошилова (1946).

### Служба в армии
В РККА добровольно, с 1 октября 1927 года. 
С 1 октября 1927 года курсант Московской пехотной школы. 
С 14 декабря 1930 года командир взвода и помощник командира роты 45-го стрелкового полка Украинского ВО (г. Херсон).
С мая 1932 года командир Киевской отдельной учебной автороты. 
С октября 1932 года командир танковой роты 15-го отдельного танкового батальона 15-й механизированной бригады Украинского военного округа город Шепетовка. 
С декабря 1932 года слушатель Московских КУКС мотомеханизированных войск.
10.1933 года назначен командиром танковой роты 15-го отдельного танкового батальона. 
С марта по декабрь 1935 врид начальника штаба 15-го отдельного танкового батальона. 
С декабря 1935 года командир учебной танковой роты 15-го отдельного танкового батальона. 
С ноября 1936 года по марта 1937 года - врид начальника штаба 15-го отдельного танкового батальона. 
С марта 1937 года начальник штаба 15-го отдельного танкового батальона. 
С сентября по декабрь 1937 года врид командира 15-го отдельного танкового батальона.
С 24 августа 1938 года командир парковой батареи 6-го корпусного артиллерийского полка.
В середине 1938 года в автобронетанковых войсках была проведены перенумерация и переименование соединений и переход их на новые штаты. 15-я механизированная бригада получила название 38-я легкотанковая бригада.
С 7 июня 1938 года начальник штаба 44-го отдельного танкового батальона 26-й легкотанковой бригады. 
С 18 января 1939 года помощник командира 53-го отдельного танкового батальона по строевой части 38-й легкотанковой бригады комбрига Волоха П. В.. Принимал участие в польском освободительном походе,  вместе с бригадой блокировал Львов.
С 5 марта 1940 года командир 79-го учебного танкового батальона 38-й легкотанковой бригады.
С 25 марта 1941 года командир 81-го танкового полка 41-й танковой дивизии.

### В Великую Отечественную войну
Начало Великой Отечественной войны встретил в должности командира 81-го танкового полка.
С 9 октября 1941 года командир 133-го танкового полка 133-й танковой бригады. 
С января 1942 года - заместитель командира 133-й танковой бригады. 
С 15.02.1942 по 23.07.1942 - командир 168-й танковой бригады. 
С 17 июля 1942 года заместитель командира 64-й армии по танковым войскам. В октябре был ранен и эвакуирован в госпиталь.
25.11.1942 года назначен заместителем командира 61-й армии по танковым войскам (с января 1943 года командующий БТ и МВ 61-й армии). 9-го июля 1943 года награждён медалью «За оборону Сталинграда».
С 19 апреля 1944 года в резерве Командующего БТ и МВ КА. 
С 11 сентября 1944 года - слушатель Высшей Военной академии им. Ворошилова. В июле 1945 года награждён медалью «За победу над Германией в Великой Отечественной войне 1941-1945 гг.».

### После войны
Умер 2 июля 1976 года. Похоронен в Одессе на 2-м Христианском кладбище.

## Награды
- Орден Ленина(20.04.1953)[3];
- Орден Красного Знамени, дважды: (11.01.1942), (06.11.1947);
- Орден Суворова II степени(27.08.1943);
- Орден Отечественной войны I степени(05.11.1942)[3];
- Орден Отечественной войны I степени(03.06.1944);
- Орден Красной Звезды(05.11.1944);
- Медаль XX лет РККА, (1938)[1];
- Медаль «За оборону Сталинграда» (22.12.1942)[8];
- Медаль «В ознаменование 100-летия со дня рождения Владимира Ильича Ленина» (6 апреля 1970);
- Медаль «За победу над Германией в Великой Отечественной войне 1941-1945 гг.» , 9 мая

1945 года;
- Юбилейная медаль «Двадцать лет Победы в Великой Отечественной войне 1941—1945 гг.» (7 мая 1965[10]);
- Юбилейная медаль «Тридцать лет Победы в Великой Отечественной войне 1941—1945 гг.»[11]
- Юбилейная медаль «30 лет Советской Армии и Флота»;
- Юбилейная медаль «40 лет Вооружённых Сил СССР»;
- Юбилейная медаль «50 лет Вооружённых Сил СССР»;

## Воинские звания
- майор (Приказ НКО № 01650/п от 1935)[12],
- полковник(Приказ НКО № 01015 от 07.1940)[12],
- генерал-майор танковых войск (Постановление СНК № 1219 от 05.11.1943)[12]

## Память
- На могиле установлен надгробный памятник[13].
- Имя воина увековечено в Главном Храме Вооружённых сил России и на мемориале «Дорога памяти»[14].